# Neva Masquerade
Il gatto Neva Masquerade è una razza di gatto.
Il nome della razza “Neva Masquerade” deriva dal nome del fiume Neva in Russia ove furono trovati i primi gatti siberiani con questa particolare colorazione molto cara a San Pietroburgo.

## Storia
Il gatto Neva Masquerade ha una storia antichissima in comune con il Gatto siberiano il cui standard ha origine a San Pietroburgo.
Nel 1990 fu standardizzato il Gatto Siberiano. L'anno seguente fu introdotta la colorazione colourpoint nella razza del Gatto Siberiano.
A partire dal gennaio 2009 la federazione FIFe ha riconosciuto il Neva Masquerade come razza sorella del Gatto Siberiano.

## Caratteristiche
Il gatto Neva Masquerade appartiene alla categoria dei gatti di razza a pelo semilungo riconosciuta dalla FIFe dal gennaio 2009.
Nella WCF è riconosciuto invece come variante di colorazione del gatto di razza Gatto siberiano.
Per le sue notevoli dimensioni viene considerato un gatto gigante.
Nel periodo invernale cresce un sottopelo stagionale idrofugo più fine, sul collo va a formare una gorgiera molto vistosa che offre al Neva Masquerade una forte somiglianza al leone.
Il gatto non necessita di cure particolari atte ad evitare che si formino nodi o che infeltrisca il pelo.
La cute, più spessa che negli altri gatti, aiuta il pelo nella protezione dal freddo per resistere al clima tipico delle zone di origine. In particolare nelle stagioni fredde la cute si inspessisce ulteriormente per aumentare l'attività circolatoria del sangue riscaldando il gatto.
Una caratteristica curiosa del Siberiano consiste nell'avere le zampe con i ciuffetti di pelo molto sporgenti tra le dita e sotto al palmo: questo aiuta la zampa del gatto a isolarsi dal freddo e dall'umidità.

## Gatto ipoallergenico
Da studi condotti in varie università americane è stato provato scientificamente che il Gatto Siberiano e il gatto Neva Masquerade hanno una produzione molto esigua della proteina fel d1 responsabile delle allergie nell'uomo.

### La proteina Fel d1
Il gatto produce otto proteine differenti che provocano allergia nell'uomo. 
Nel 1979 Ohman di Boston isolò il maggiore allergene "Fel d1" (Felis domesticus) capace di provocare reazione allergica nell'85% dei pazienti sensibili. Questa glicoproteina è costituita da due sottounità di trentacinque aminoacidi ciascuno; è molto volatile perché nel 75% dei casi ha un diametro di 10 micron e nel resto fino a 5 micron.
Il tasso di produzione della proteina Fel d1 è controllata dal testosterone ed è importante nell'ambito dei feromoni, in particolare viene emesso dalle ghiandole sebacee, salivari e anali; il muso ne è particolarmente ricco. Nel gatto sterilizzato la percentuale decresce.
La presenza del gatto nelle nostre case e il loro contatto con le persone fa sì che l'allergene venga veicolato in giro per il mondo, quindi si trova abbondantemente anche nelle scuole, sui mezzi pubblici, ecc.
Non è ancora stato stabilito se l'allergia sia scaturita dalla sensibilizzazione all'allergene dovuto all'esposizione oppure se si è geneticamente predisposti. Una volta che l'allergico ha sviluppato la sua malattia ogni esposizione all'allergene ne provoca i sintomi.
L'allergene resta nei luoghi in cui ha vissuto un gatto per molto tempo anche per più anni.
In uno studio è stato dimostrato che i bambini messi a contatto con l'allergene durante il primo anno di vita sono meno soggetti a riniti allergiche all'età di 7-8 anni e di asma a 12-13 anni rispetto agli altri. È stato dimostrato che bambini esposti a livelli troppo bassi di allergeni sono a rischio per sensibilizzazione e sintomi di asma.
È stato dimostrato che solo il 30% degli asmatici ha una reazione allergica al gatto.

## Carattere
Sebbene in natura il Gatto siberiano e il gatto Neva Masquerade sia inselvatichito, si adatta senza problemi alla vita in famiglia divenendo molto socievole.
È molto discreto e se dovesse trovare qualcosa che lo disturba lo ignora e talvolta si allontana; si sente a proprio agio sia con i padroni che con gli ospiti occasionali, ama i bambini e giocare con loro.
In compagnia con altri animali, compresi i gatti di tutte le età, convive serenamente: non li attacca al loro arrivo in casa,  anzi spesso sono gli altri esemplari a soffiargli contro che, in tutta tranquillità, si allontana e con una distinta curiosità da lontano osserva il nuovo arrivato.
Sebbene siano molto socievoli non richiedono troppe cure e coccole; la loro costante presenza è molto riservata e poco invadente.
Il rientro in casa del padrone è sempre una festa, non mancherà quindi un'accoglienza calorosa.
Anche la notte la loro discrezione è esemplare: rispettano l'atmosfera silenziosa, lasciano dormire alternando fasi di compagnia a quelle proprie dei felini come gli spuntini notturni.

## Standard di razza del gatto Neva Masquerade
- testa leggermente più lunga che larga, lievemente arrotondata, zigomi ben sviluppati, naso largo di media lunghezza che nel profilo mostra una lieve rientranza;
- orecchie di media grandezza, distanziate e larghe alla base, arrotondate in punta e dei ciuffi di pelo che escono dall'interno come quelle delle linci;
- i grandi occhi obliqui, distanti e leggermente ovali sono esclusivamente blu, il più profondo possibile.;
- il corpo è muscoloso (incluso il collo) a figura rettangolare, torace largo;
- le zampe di media altezza, grosse e robuste, con i piedi rotondi e ciuffi di pelo che spuntano tra le dita;
- la coda è spessa, arrotondata, grossa alla base e a decrescere verso la punta;
- il pelo semilungo, ben sviluppato, molto denso. Il sottopelo non deve essere appiccicato al corpo, il pelo superiore è idrorepellente;
- sono ammesse tutte le colorazioni con e senza bianco ad esclusione del color chocolate, lilac, cinnamon e fawn.

### Difetti
- Troppo piccolo o poco possente;
- testa lunga o troppo corta, troppo rotonda come il Persiano;
- occhi troppo grossi o rotondi, di differenti colori;
- orecchie grosse o vicine (dette da "coniglio");
- gambe troppo lunghe o sottili rispetto al corpo;
- coda troppo corta;
- pelo troppo fine o setoso, aderente al corpo.

### Colori
Il gatto Neva Masquerade è di colorazione “Color Point” grazie alla presenza nel DNA del gene Himalaiano.
Sono ammesse tutte le colorazioni con e senza bianco ad esclusione del color chocolate, lilac, cinnamon e fawn.

## Club di razza
- A.GA.SIB Associazione Gatto Siberiano, su agasib.it. URL consultato il 24 luglio 2019 (archiviato dall'url originale il 2 novembre 2018).
- European Siberian Cat Club, su siberiancatclub.it. URL consultato il 24 luglio 2019 (archiviato dall'url originale il 21 marzo 2009).